# Ourapteryx malatyensis
Ourapteryx malatyensis là một loài bướm đêm trong họ Geometridae.